# Marlow (Germania)
Marlow è una città della Germania, nel Land del Meclemburgo-Pomerania Anteriore.

## Storia
Il 1º gennaio 1999 vennero aggregati alla città di Marlow i comune di Allerstorf, Bartelshagen I bei Ribnitz-Damgarten, Brünkendorf, Carlsruhe, Gresenhorst e Kuhlrade.

## Geografia antropica
Il territorio della città di Marlow è suddiviso nelle frazioni (Ortsteil) di Allerstorf, Alt Guthendorf, Alt Steinhorst, Bartelshagen I, Bookhorst, Brünkendorf, Brunstorf, Carlewitz, Carlsruhe, Dänschenburg, Ehmkenhagen, Fahrenhaupt, Gresenhorst, Jahnkendorf, Kloster Wulfshagen, Kneese, Kuhlrade, Marlow, Neu Guthendorf, Neu Poppendorf, Neu Steinhorst, Poppendorf, Rostocker Wulfshagen, Schulenberg, Tressentin e Völkshagen.

## Amministrazione

### Gemellaggi
Marlow è gemellata con:
- Gettorf, dal 1991
- Czaplinek, dal 2002